# Czechy na Letnich Igrzyskach Olimpijskich 2024
Czechy na Letnich Igrzyskach Olimpijskich 2024 reprezentowało 111 zawodników: 62 mężczyzn i 49 kobiet.

## Zdobyte medale
| Medal | Zawodnik                                        | Dyscyplina    | Konkurencja          | Rezultat | Data        |
| ----- | ----------------------------------------------- | ------------- | -------------------- | -------- | ----------- |
| Złoty | Kateřina Siniaková Tomáš Macháč                 | Tennis        | debel mieszany       | 1.       | 2 sierpnia  |
| Złoty | Martin Fuksa                                    | Kajakarstwo   | C-1 1000 m (m)       | 3:43,16  | 9 sierpnia  |
| Złoty | Josef Dostál                                    | Kajakarstwo   | K-1 1000 m (m)       | 3:24,07  | 10 sierpnia |
| Brąz  | Jiří Beran Jakub Jurka Martin Rubeš Michal Čupr | Szermierka    | szpada drużynowo (m) | 3.       | 2 sierpnia  |
| Brąz  | Nikola Ogrodníková                              | Lekkoatletyka | rzut oszczepem (k)   | 63,68    | 10 sierpnia |

## Skład reprezentacji

### Badminton
| Zawodnik                 | Konkurencja        | Faza grupowa | Faza grupowa | 1/8 finału       | Ćwierćfinały     | Półfinały        | Finał            | Źródło |
| Zawodnik                 | Konkurencja        | Przeciwnicy Wynik                                                                                               | Pozycja      | Przeciwnik Wynik | Przeciwnik Wynik | Przeciwnik Wynik | Przeciwnik Wynik | Źródło |
| ------------------------ | ------------------ | --- | ------------ | ---------------- | ---------------- | ---------------- | ---------------- | ------ |
| Jan Louda                | gra pojedyńcza (m) | Loh Kean Yew P 0:2 Uriel Canjura W 2:0                                                                          | 2            | NQ               | NQ               | NQ               | NQ               | [ 1 ]  |
| Ondřej Král Adam Mendrek | debel (m)          | Kang Min-hyuk/ Seo Seung-jae P 0:2 Supak Jomkoh/ Kittinupong Kedren P 0:2 Christo Popov/Toma Junior Popov P 0:2 | 4            | NQ               | NQ               | NQ               | NQ               |        |
| Tereza Švábíková         | gra pojedyńcza (k) | Polina Buhrova P 0:2 Tunjung P 0:2                                                                              | 3            | NQ               | NQ               | NQ               | NQ               |        |

### Gimnastyka

#### sportowa
| Zawodnik        | Konkurencja               | Eliminacje | Eliminacje | Eliminacje | Eliminacje | Eliminacje | Eliminacje | Źródło |
| Zawodnik        | Konkurencja               | Przyrząd   | Przyrząd   | Przyrząd   | Przyrząd   | Razem      | Pozycja    | Źródło |
| Zawodnik        | Konkurencja               | V          | UB         | BB         | F          | Razem      | Pozycja    | Źródło |
| --------------- | ------------------------- | ---------- | ---------- | ---------- | ---------- | ---------- | ---------- | ------ |
| Soňa Artamonova | wielobój indywidualny (k) | 13,000     | 12,333     | 12,966     | 12,300     | 50,599     | 46.        | [ 2 ]  |

### Golf
| Zawodnik       | Konkurencja | Runda 1 | Runda 2 | Runda 3 | Runda 4 | Łącznie | Łącznie | Łącznie | Źródło |
| Zawodnik       | Konkurencja | Wynik   | Wynik   | Wynik   | Wynik   | Wynik   | Par     | Pozycja | Źródło |
| -------------- | ----------- | ------- | ------- | ------- | ------- | ------- | ------- | ------- | ------ |
| Klára Spilková | kobiety     | 77      | 73      | 70      | 76      | 296     | +8      | 41      | [ 3 ]  |
| Sára Kousková  | kobiety     | 73      | 77      | 79      | 73      | 306     | +18     | T55     | [ 3 ]  |

### Jeździectwo
WKKW
| Zawodnik             | Konkurencja   | Koń           | Ujeżdżenie | Ujeżdżenie | Cross country | Cross country | Cross country | Skoki        | Skoki        | Skoki        | Skoki | Skoki | Skoki | Razem | Razem | Źródło |
| Zawodnik             | Konkurencja   | Koń           | Ujeżdżenie | Ujeżdżenie | Cross country | Cross country | Cross country | Kwalifikacje | Kwalifikacje | Kwalifikacje | Finał | Finał | Finał | Razem | Razem | Źródło |
| Zawodnik             | Konkurencja   | Koń           | Kary       | Poz.       | Kary          | Suma          | Poz.          | Kary         | Suma         | Poz.         | Kary  | Suma  | Poz.  | Kary  | Poz.  | Źródło |
| -------------------- | ------------- | ------------- | ---------- | ---------- | ------------- | ------------- | ------------- | ------------ | ------------ | ------------ | ----- | ----- | ----- | ----- | ----- | ------ |
| Miroslav Trunda      | indywidualnie | Shutterflyke  | 53         | 63         | 72            | 124           | 56            | 30           | 155          | 50           | NQ    | NQ    | NQ    | NQ    | NQ    | [ 4 ]  |
| Miloslav Příhoda Jr. | indywidualnie | Ferreolus Lat | 35,70      | 45         | —             | —             | —             | NQ           | NQ           | NQ           | NQ    | NQ    | NQ    | NQ    | NQ    | [ 4 ]  |

### Judo

#### Indywidualnie
| Zawodnik       | Konkurencja  | 1/32                 | 1/16 finału           | Ćwierćfinał      | Półfinał         | Repasaże         | Finał / 3. miejsce | Pozycja | Źródła |
| Zawodnik       | Konkurencja  | Przeciwnik Wynik     | Przeciwnik Wynik      | Przeciwnik Wynik | Przeciwnik Wynik | Przeciwnik Wynik | Przeciwnik Wynik   | Pozycja | Źródła |
| -------------- | ------------ | -------------------- | --------------------- | ---------------- | ---------------- | ---------------- | ------------------ | ------- | ------ |
| David Klammert | - 90 kg (m)  | Hambou P 00-10       | NQ                    | NQ               | NQ               | NQ               | NQ                 | NQ      |        |
| Lukáš Krpálek  | + 100 kg (m) | Jelle Snippe W 10-00 | Tatsuru Saito P 00-10 | NQ               | NQ               | NQ               | NQ                 | NQ      |        |
| Renata Zachová | - 63 kg (k)  | Szofi Özbas P 00-01  | NQ                    | NQ               | NQ               | NQ               | NQ                 | NQ      |        |

### Kajakarstwo

#### Kajakarstwo klasyczne
| Zawodnik                    | Konkurencja    | Eliminacje | Eliminacje | Ćwierćfinały | Ćwierćfinały | Półfinały | Półfinały | Finał A/B | Finał A/B | Źródło |
| Zawodnik                    | Konkurencja    | Czas       | Pozycja    | Czas         | Pozycja      | Czas      | Pozycja   | Czas      | Pozycja   | Źródło |
| --------------------------- | -------------- | ---------- | ---------- | ------------ | ------------ | --------- | --------- | --------- | --------- | ------ |
| Josef Dostál                | K-1 1000 m (m) | 3:37,83    | 2 SF       | BYE          | 3:29,05      | 3 FA      | 3:24,07   | złoto     |           |        |
| Daniel Havel Jakub Špicar   | K-2 500 m (m)  | 1:29,73    | 3 QF       | 1:28,36      | 1 SF         | 1:28,71   | 3 FA      | 1:29,29   | 7.        |        |
| Martin Fuksa                | C-1 1000 m (m) | 3:50,39    | 2 SF       | BYE          | 3:44,69      | 1 FA      | 3:43,16   | złoto     |           |        |
| Martin Fuksa Petr Fuksa Jr. | C-2 500 m (m)  | 1:41,49    | 3 QF       | 1:41,02      | 3 SF         | 1:42,69   | 4 FA      | 1:41,83   | 7.        |        |
| Anežka Paloudová            | K-1 500 m (k)  | 1:51,90    | 3 R        | 1:49,43      | 1 SF         | 1:51,47   | 4 FB      | 1:54,31   | 15.       |        |

#### Kajakarstwo górskie
| Zawodnik          | Konkurencja    | Eliminacje | Eliminacje | Eliminacje | Eliminacje | Eliminacje | Eliminacje | Półfinały | Półfinały | Finał  | Finał   | Źródło |
| Zawodnik          | Konkurencja    | P 1        | M.         | P 2        | M.         | Razem      | M.         | Czas      | Miejsce   | Czas   | Miejsce | Źródło |
| ----------------- | -------------- | ---------- | ---------- | ---------- | ---------- | ---------- | ---------- | --------- | --------- | ------ | ------- | ------ |
| Lukáš Rohan       | Slalom C-1 (m) | 95,63      | 10         | 97,74      | 8          | 95,63      | 12 Q       | 101,54    | 10 Q      | 98,09  | 6.      |        |
| Jiří Prskavec     | Slalom K-1 (m) | 83,74      | 2          | 84,90      | 2          | 83,74      | 2 Q        | 92,53     | 6 Q       | 91,74  | 8.      |        |
| Gabriela Satková  | Slalom C-1 (k) | 99,44      | 1          | 106,54     | 7          | 99,44      | 1 Q        | 105,55    | 1 Q       | 114,22 | 7.      |        |
| Antonie Galušková | Slalom K-1 (k) | 96,42      | 6          | 94,49      | 5          | 94,49      | 5 Q        | 155,66    | 21        | NQ     | NQ      |        |

| Zawodnik          | Konkurencja   | Kwalifikacje | Kwalifikacje | Runda 1 | Repasaże | Eliminacje | Ćwierćfinały | Półfinały | Finał   | Pozycja | Źródło |
| Zawodnik          | Konkurencja   | Czas         | Miejsce      | Miejsce | Miejsce  | Miejsce    | Miejsce      | Miejsce   | Miejsce | Pozycja | Źródło |
| ----------------- | ------------- | ------------ | ------------ | ------- | -------- | ---------- | ------------ | --------- | ------- | ------- | ------ |
| Lukáš Rohan       | Cross K-1 (m) | 69,80        | 15           | 2 Q     | BYE      | 2 Q        | 2 Q          | 2 Q       | 4       | 4.      | [ 5 ]  |
| Jiří Prskavec     | Cross K-1 (m) | 71,71        | 21           | 3 R     | 1 Q      | 2 Q        | 3            | NQ        | NQ      | 11.     | [ 5 ]  |
| Tereza Fišerová   | Cross K-1 (k) | 81,17        | 33           | 3 R     | 1 Q      | 3          | NQ           | NQ        | NQ      | 23.     | [ 6 ]  |
| Antonie Galušková | Cross K-1 (k) | 73,75        | 11           | 1 Q     | BYE      | 4          | NQ           | NQ        | NQ      | 25.     | [ 6 ]  |

### Kolarstwo

#### Kolarstwo szosowe
| Zawodnik      | Konkurencja                    | Czas     | Pozycja | Źródło |
| ------------- | ------------------------------ | -------- | ------- | ------ |
| Mathias Vacek | wyścig ze startu wspólnego (m) | 6:21,25  | 14.     | [ 7 ]  |
| Mathias Vacek | jazda indywidualna na czas (m) | 37:55,62 | 11.     |        |
| Julia Kopecký | wyścig ze startu wspólnego (k) | 4:07,00  | 36.     |        |
| Julia Kopecký | jazda indywidualna na czas (k) | 44:53,75 | 28.     |        |

#### Kolarstwo torowe
Madison
| Zawodnik                | Konkurencja | Punkty | Okrążenia | Pozycja | Źródło |
| ----------------------- | ----------- | ------ | --------- | ------- | ------ |
| Denis Rugovac Jan Voneš | mężczyźni   | 12     | 0         | 7.      | [ 8 ]  |

Omnium
| Zawodnik      | Konkurencja | Scratch | Scratch | Wyścig tempowy | Wyścig tempowy | Wyścig eliminacyjny | Wyścig eliminacyjny | Wyścig punktowy | Wyścig punktowy | Wyścig punktowy | Suma punktów | Pozycja | Źródło |
| Zawodnik      | Konkurencja | Miejsce | Punkty  | Miejsce        | Punkty         | Miejsce             | Punkty              | Sprint          | Okrążenia       | Miejsce         | Suma punktów | Pozycja | Źródło |
| ------------- | ----------- | ------- | ------- | -------------- | -------------- | ------------------- | ------------------- | --------------- | --------------- | --------------- | ------------ | ------- | ------ |
| Denis Rugovac | mężczyźni   | DNS     | DNS     | DNS            | DNS            | DNS                 | DNS                 | DNS             | DNS             | DNS             | DNS          | DNS     |        |
| Jan Voneš     | mężczyźni   | 8       | 17      | 32             | 5              | 14                  | 14                  | 2               | 0               | 11              | 56           | 12.     |        |

#### Kolarstwo górskie
| Zawodnik       | Konkurencja       | Czas/Okrążenia | Pozycja | Źródło |
| -------------- | ----------------- | -------------- | ------- | ------ |
| Ondřej Cink    | cross-country (m) | 1:32,28        | 25.     | [ 9 ]  |
| Adéla Holubová | cross-country (k) | -2 okr.        | 31.     |        |

#### Kolarstwo BMX
| Zawodnik         | Konkurencja       | Ćwiercinał | Ćwiercinał | Półfinał | Półfinał | Finał | Źródło |
| Zawodnik         | Konkurencja       | Punkty     | Pozycja    | Punkty   | Pozycja  | Finał | Źródło |
| ---------------- | ----------------- | ---------- | ---------- | -------- | -------- | ----- | ------ |
| Iveta Miculyčová | freestyle BMX (k) |            |            | 15       | 9        | NQ    | [ 10 ] |

### Lekkoatletyka

#### Konkurencje biegowe
| Zawodnik                     | Konkurencja                             | Kwalifikacje | Kwalifikacje | I Runda | I Runda | Repasaże | Repasaże | Półfinał | Półfinał | Finał   | Finał   | Źródło |
| Zawodnik                     | Konkurencja                             | Wynik        | Miejsce      | Wynik   | Miejsce | Wynik    | Miejsce  | Wynik    | Miejsce  | Wynik   | Miejsce | Źródło |
| ---------------------------- | --------------------------------------- | ------------ | ------------ | ------- | ------- | -------- | -------- | -------- | -------- | ------- | ------- | ------ |
| Karolína Maňasová            | bieg na 100 m (k)                       | BYE          | BYE          | 11,11   | 4       | BYE      | BYE      | 11,35    | 8        | NQ      | NQ      |        |
| Eduard Kubelík               | bieg na 200 m (m)                       | —            | —            | 21,14   | 8 R     | 21,20    | 6        | NQ       | NQ       | NQ      | NQ      |        |
| Ondřej Macík                 | bieg na 200 m (m)                       | —            | —            | 21,04   | 6 R     | 21,14    | 5        | NQ       | NQ       | NQ      | NQ      |        |
| Tomáš Němejc                 | bieg na 200 m (m)                       | —            | —            | 21,03   | 7 R     | 20,84    | 5        | NQ       | NQ       | NQ      | NQ      |        |
| Matěj Krsek                  | bieg na 400 m (m)                       | —            | —            | 45,71   | 8 R     | 45,53    | 2        | NQ       | NQ       | NQ      | NQ      |        |
| Lurdes Gloria Manuel         | bieg na 400 m (k)                       | —            | —            | 52,20   | 6 R     | 50,81    | 3        | 51,42    | 8        | NQ      | NQ      |        |
| Tereza Petržilková           | bieg na 400 m (k)                       | —            | —            | 51,92   | 7 R     | 51,46    | 4        | NQ       | NQ       | NQ      | NQ      |        |
| Lada Vondrová                | bieg na 400 m (k)                       | —            | —            | 51,80   | 5 R     | 52,15    | 5        | NQ       | NQ       | NQ      | NQ      |        |
| Jakub Dudycha                | bieg na 800 m (m)                       | —            | —            | 1:45,62 | 4 R     | 1:49,94  | 7        | NQ       | NQ       | NQ      | NQ      |        |
| Kristiina Mäki               | bieg na 1500 m (k)                      | —            | —            | 4:06,07 | 7 R     | 4:07,80  | 5        | NQ       | NQ       | NQ      | NQ      |        |
| Vít Müller                   | bieg na 400 m przez płotki (m)          | —            | —            | 49,44   | 6 R     | 48,96    | 3        | NQ       | NQ       | NQ      | NQ      |        |
| Nikoleta Jíchová             | bieg na 400 m przez płotki (k)          | —            | —            | 55,45   | 5 R     | 55,31    | 4        | NQ       | NQ       | NQ      | NQ      |        |
| Tomáš Habarta                | bieg na 3000 m z przeszkodami (m)       | —            | —            | DNF     | DNF     | NQ       | NQ       | NQ       | NQ       | NQ      | NQ      |        |
| Tereza Hrochová              | maraton (k)                             | —            | —            | —       | —       | —        | —        | —        | —        | 2:30,00 | 26.     |        |
| Moira Stewartová             | maraton (k)                             | —            | —            | —       | —       | —        | —        | —        | —        | 2:38,07 | 66.     |        |
| Eliška Martínková            | chód na 20 km (k)                       | —            | —            | —       | —       | —        | —        | —        | —        | 1:32,30 | 27.     |        |
| Vít Hlaváč Eliška Martínková | sztafeta mieszana na dystansie maratonu | —            | —            | —       | —       | —        | —        | —        | —        | DNF     | DNF     |        |

#### Konkurencje techniczne
| Zawodnik            | Konkurencja        | Kwalifikacje | Kwalifikacje | Finał | Finał   | Źródło |
| Zawodnik            | Konkurencja        | Wynik        | Miejsce      | Wynik | Miejsce | Źródło |
| ------------------- | ------------------ | ------------ | ------------ | ----- | ------- | ------ |
| Patrik Hájek        | rzut młotem (m)    | 68,80        | 31           | NQ    | NQ      |        |
| Volodymyr Myslyvčuk | rzut młotem (m)    | 73,84        | 16           | NQ    | NQ      |        |
| Jan Štefela         | skok wzwyż (m)     | 2,24         | = 9 q        | 2,22  | 9.      |        |
| Michaela Hrubá      | skok wzwyż (k)     | 1,88         | = 15         | NQ    | NQ      |        |
| David Holý          | skok o tyczce (m)  | 5,60         | = 20         | NQ    | NQ      |        |
| Matěj Ščerba        | skok o tyczce (m)  | 5,40         | = 23         | NQ    | NQ      |        |
| Amálie Švábíková    | skok o tyczce (k)  | 4,55         | 1 Q          | 4,80  | 5.      |        |
| Jakub Vadlejch      | rzut oszczepem (m) | 85,63        | 7 Q          | 88,50 | 4.      |        |
| Nikola Ogrodníková  | rzut oszczepem (k) | 61,16        | 11 q         | 63,68 | brąz    |        |
| Petra Sičáková      | rzut oszczepem (k) | 60,47        | 14           | NQ    | NQ      |        |
| Tomáš Staněk        | pchnięcie kulą (m) | 21,61        | 2 Q          | 20,37 | 10.     |        |

### Łucznictwo
| Zawodnik                 | Konkurencja       | Runda rankingowa | Runda rankingowa | 1/32 finału                    | 1/16 finału        | 1/8 finału       | Ćwierćfinały     | Półfinały        | Finał            | Finał   | Źródło |
| Zawodnik                 | Konkurencja       | Wynik            | Miejsce          | Przeciwnik Wynik               | Przeciwnik Wynik   | Przeciwnik Wynik | Przeciwnik Wynik | Przeciwnik Wynik | Przeciwnik Wynik | Pozycja | Źródło |
| ------------------------ | ----------------- | ---------------- | ---------------- | ------------------------------ | ------------------ | ---------------- | ---------------- | ---------------- | ---------------- | ------- | ------ |
| Adam Li                  | indywidualnie (m) | 627              | 61               | Bommadevara P 1-7              | NQ                 | NQ               | NQ               | NQ               | NQ               | = 33    |        |
| Marie Horáčková          | indywidualnie (k) | 651              | 31               | Ziyodakhon Abdusattorova W 6-2 | Nam Su-hyeon P 3-7 | NQ               | NQ               | NQ               | NQ               | = 17    |        |
| Adam Li, Marie Horáčková | mikst             | 1278             | 25               | —                              | —                  | NQ               | NQ               | NQ               | NQ               | 25      |        |

### Pięciobój nowoczesny
| Zawodnik         | Konkurencja | Konkurencja | Szermierka      | Szermierka | Szermierka | Pływanie | Pływanie | Pływanie | Jazda konna | Jazda konna | Kombinacja: strzelanie/bieg przełajowy | Kombinacja: strzelanie/bieg przełajowy | Kombinacja: strzelanie/bieg przełajowy | Suma punktów | Pozycja | Źródło |
| Zawodnik         | Konkurencja | Konkurencja | Wynik (wygrane) | M.         | Punkty     | Czas     | M.       | Punkty   | M.          | Punkty      | Czas                                   | M.                                     | Punkty                                 | Suma punktów | Pozycja | Źródło |
| ---------------- | ----------- | ----------- | --------------- | ---------- | ---------- | -------- | -------- | -------- | ----------- | ----------- | -------------------------------------- | -------------------------------------- | -------------------------------------- | ------------ | ------- | ------ |
| Martin Vlach     | mężczyźni   | Półfinał    | 12              | 32         | 185        | 2:07,93  | 16       | 295      | 3           | 300         | 9:47,46                                | 1                                      | 713                                    | 1495         | 10.     |        |
| Martin Vlach     | mężczyźni   | Finał       | NQ              | NQ         | NQ         | NQ       | NQ       | NQ       | NQ          | NQ          | NQ                                     | NQ                                     | NQ                                     | NQ           | NQ      |        |
| Marek Grycz      | mężczyźni   | Półfinał    | 10              | 34         | 175        | 2:00,60  | 6        | 309      | 12          | 286         | 10:16,03                               | 8                                      | 684                                    | 1454         | 14.     |        |
| Marek Grycz      | mężczyźni   | Finał       | NQ              | NQ         | NQ         | NQ       | NQ       | NQ       | NQ          | NQ          | NQ                                     | NQ                                     | NQ                                     | NQ           | NQ      |        |
| Lucie Hlaváčková | kobiety     | Półfinał    | 16              | 22         | 207        | 2:19,46  | 11       | 272      | 1           | 300         | 11:24,77                               | 4                                      | 616                                    | 1395         | 6.Q     |        |
| Lucie Hlaváčková | kobiety     | Finał       | 16              | 15         | 205        | 2:20,54  | 13       | 269      | 11          | 293         | 11:08,44                               | 6                                      | 632                                    | 1403         | 10.     |        |
| Veronika Novotná | kobiety     | Półfinał    | 22              | 4          | 235        | 2:20,97  | 13       | 269      | 12          | 293         | 13:03,98                               | 18                                     | 517                                    | 1316         | 14.     |        |
| Veronika Novotná | kobiety     | Finał       | NQ              | NQ         | NQ         | NQ       | NQ       | NQ       | NQ          | NQ          | NQ                                     | NQ                                     | NQ                                     | NQ           | NQ      |        |

### Pływanie
| Zawodnik          | Konkurencja                   | Eliminacje | Eliminacje | Półfinał | Półfinał | Finał     | Finał | Źródło |
| Zawodnik          | Konkurencja                   | Czas       | Poz.       | Czas     | Poz.     | Czas      | Poz.  | Źródło |
| ----------------- | ----------------------------- | ---------- | ---------- | -------- | -------- | --------- | ----- | ------ |
| Miroslav Knedla   | 100 m stylem grzbietowym (m)  | 53,41      | 10 Q       | 53,44    | 12       | NQ        | NQ    |        |
| Daniel Gracík     | 100 m stylem dowolnym (m)     | 49,65      | 39         | NQ       | NQ       | NQ        | NQ    |        |
| Daniel Gracík     | 100 m stylem motylkowym (m)   | 52,61      | 27         | NQ       | NQ       | NQ        | NQ    |        |
| Barbora Seemanová | 100 m stylem dowolnym (k)     | 54,66      | 10 Q       | 53,94    | 13       | NQ        | NQ    |        |
| Barbora Seemanová | 200 m stylem dowolnym (k)     | 1:57,02    | 10 Q       | 1:56,06  | 6 Q      | 1:55,47   | 6     |        |
| Barbora Seemanová | 100 m stylem motylkowym (k)   | 57,50      | 9 Q        | 57,64    | 12       | NQ        | NQ    |        |
| Barbora Seemanová | 200 m stylem zmiennym (k)     | 2:13,47    | 22         | NQ       | NQ       | NQ        | NQ    |        |
| Kristýna Horská   | 100 m stylem klasycznym (k)   | 1:08,96    | 28         | NQ       | NQ       | NQ        | NQ    |        |
| Kristýna Horská   | 200 m styelem klasycznym (k   | 2:26,28    | 16 Q       | 2:25,77  | 15       | NQ        | NQ    |        |
| Martin Straka     | 10 km na otwartym akwenie (m) | —          | —          | —        | —        | 1:59:52,9 | 20    |        |

### Podnoszenie ciężarów
| Zawodnik     | Konkurencja  | Rwanie | Rwanie  | Podrzut | Podrzut | Razem | Pozycja | Źródło |
| Zawodnik     | Konkurencja  | Wynik  | Pozycja | Wynik   | Pozycja | Razem | Pozycja | Źródło |
| ------------ | ------------ | ------ | ------- | ------- | ------- | ----- | ------- | ------ |
| Kamil Kučera | + 102 kg (m) | 110    | 11      | 140     | 12      | 250   | 11.     |        |

### Siatkówka

#### plażowa
| Zawodnik                                | Konkurencja | Faza grupowa                         | Faza grupowa                          | Faza grupowa                            | Faza grupowa | Lucky Loser                                      | 1/8 finału                              | Ćwierćfinały     | Półfinały        | Finał            | Finał | Źródło |
| Zawodnik                                | Konkurencja | Przeciwnik Wynik                     | Przeciwnik Wynik                      | Przeciwnik Wynik                        | Poz.         | Przeciwnik Wynik                                 | Przeciwnik Wynik                        | Przeciwnik Wynik | Przeciwnik Wynik | Przeciwnik Wynik | Poz.  | Źródło |
| --------------------------------------- | ----------- | ------------------------------------ | ------------------------------------- | --------------------------------------- | ------------ | ------------------------------------------------ | --------------------------------------- | ---------------- | ---------------- | ---------------- | ----- | ------ |
| Ondřej Perušič David Schweiner          | turniej (m) | Sam Schachter / Daniel Dearing W 2:0 | Julian Hörl / Alexander Horst W 2:0   | Evandro Oliveira / Arthur Lanci P 2:0   | 2.           | BYE                                              | Stefan Boermans / Yorick de Groot P 0:2 | NQ               | NQ               | NQ               | = 9.  | [ 11 ] |
| Barbora Hermannová Marie-Sára Štochlová | turniej (k) | Sara Hughes / Kelly Cheng P 0:2      | Svenja Müller / Cinja Tillmann >P 0:2 | Clémence Vieira / Aline Chamereau W 2:1 | 3.           | Melissa Humana-Paredes / Brandie Wilkerson P 0:2 | NQ                                      | NQ               | NQ               | NQ               | =17.  |        |

### Strzelectwo
| Zawodnik                            | Konkurencja                                   | Kwalifikacje | Kwalifikacje | Finał | Finał   | Źródło |
| Zawodnik                            | Konkurencja                                   | Wynik        | Pozycja      | Wynik | Pozycja | Źródło |
| ----------------------------------- | --------------------------------------------- | ------------ | ------------ | ----- | ------- | ------ |
| Jiří Přívratský                     | karabin pneumatyczny 10 m (m)                 | 627,8        | 23           | NQ    | NQ      |        |
| Jiří Přívratský                     | karabin małokalibrowy, trzy postawy, 50 m (m) | 590-35x      | 8 Q          | 440,7 | 4.      |        |
| Petr Nymburský                      | karabin małokalibrowy, trzy postawy, 50 m (m) | 590-32x      | 9            | NQ    | NQ      |        |
| Veronika Blažíčková                 | karabin pneumatyczny 10 m (k)                 | 625,1        | 34           | NQ    | NQ      |        |
| Veronika Blažíčková                 | karabin małokalibrowy, trzy postawy, 50 m (k) | 584-32x      | 16.          | NQ    | NQ      |        |
| Matěj Rampula                       | pistolet pneumatyczny 10 m (m)                | 571          | 23           | NQ    | NQ      |        |
| Matěj Rampula                       | pistolet szybkostrzelny, 25 m (m)             | 581-22x      | 14           | NQ    | NQ      |        |
| Martin Podhráský                    | pistolet szybkostrzelny, 25 m (m)             | 573-11x      | 27           | NQ    | NQ      |        |
| Jiří Lipták                         | Trap (m)                                      | 119          | 18           | NQ    | NQ      | [ 12 ] |
| Jakub Tomeček                       | Skeet (m)                                     | 121          | 12           | NQ    | NQ      |        |
| Barbora Šumová                      | Skeet (k)                                     | 114          | 22           | NQ    | NQ      |        |
| Jiří Přívratský Veronika Blažíčková | karabin pneumatyczny 10 m (mikst)             | 623,6        | 24           | NQ    | NQ      |        |
| Jakub Tomeček Barbora Šumová        | Skeet (mikst)                                 | 143          | 8            | NQ    | NQ      |        |

### Szermierka
| Zawodnik                                        | Konkurencja              | 1/64 finału           | 1/32 finału            | 1/16 finału              | Ćwierćfinały     | Półfinał         | Finał            | Pozycja | Źródło |
| Zawodnik                                        | Konkurencja              | Przeciwnik Wynik      | Przeciwnik Wynik       | Przeciwnik Wynik         | Przeciwnik Wynik | Przeciwnik Wynik | Przeciwnik Wynik | Pozycja | Źródło |
| ----------------------------------------------- | ------------------------ | --------------------- | ---------------------- | ------------------------ | ---------------- | ---------------- | ---------------- | ------- | ------ |
| Jiří Beran                                      | szpada indywidualnie (m) | BYE                   | Romain Cannone P 8-15  | NQ                       | NQ               | NQ               | NQ               | 29.     | [ 13 ] |
| Jakub Jurka                                     | szpada indywidualnie (m) | Mohamed Mohsen W 15-8 | Gergely Siklósi P 5-15 | NQ                       | NQ               | NQ               | NQ               | 32.     | [ 13 ] |
| Martieš                                         | szpada indywidualnie (m) | BYE                   | Davideroli P 10-14     | NQ                       | NQ               | NQ               | NQ               | 28.     | [ 13 ] |
| Jiří Beran Jakub Jurka Martin Rubeš Michal Čupr | szpada drużynowo (m)     | —                     | —                      | —                        | Włochy W 43-38   | Japonia P 37-45  | Francja W 43-41  | brąz    |        |
| Alexander Choupenitch                           | floret indywidualnie (m) | BYE                   | Michał Siess W 15-3    | Guillaume Bianchi P 5-15 | NQ               | NQ               | NQ               | 12.     |        |

### Taekwondo
| Zawodnik          | Konkurencja | 1/16 finału      | 1/8 finału        | Ćwierćfinały     | Repasaż          | Finał/BM         | Pozycja | Źródło |
| Zawodnik          | Konkurencja | Przeciwnik Wynik | Przeciwnik Wynik  | Przeciwnik Wynik | Przeciwnik Wynik | Przeciwnik Wynik | Pozycja | Źródło |
| ----------------- | ----------- | ---------------- | ----------------- | ---------------- | ---------------- | ---------------- | ------- | ------ |
| Dominika Hronovái | - 57 kg (k) | —                | Skylar Park P 0-2 | NQ               | NQ               | NQ               | =11.    |        |
| Petra Štolbová    | + 67 kg (k) | —                | Lee Da-bin P 0-2  | NQ               | NQ               | NQ               | =11.    |        |

### Tenis stołowy
| Zawodnik      | Konkurencja        | Eliminacje       | 1/32 finału       | 1/16 finału         | 1/8 finału       | Ćwierćfinały     | Półfinały        | Finał            | Finał   | Źródło |
| Zawodnik      | Konkurencja        | Przeciwnik Wynik | Przeciwnik Wynik  | Przeciwnik Wynik    | Przeciwnik Wynik | Przeciwnik Wynik | Przeciwnik Wynik | Przeciwnik Wynik | Pozycja | Źródło |
| ------------- | ------------------ | ---------------- | ----------------- | ------------------- | ---------------- | ---------------- | ---------------- | ---------------- | ------- | ------ |
| Hana Matelová | gra pojedyńcza (k) | BYE              | Xiaoxin Yang W4-2 | Britt Eerland P 3-4 | NQ               | NQ               | NQ               | NQ               | =17.    |        |

### Tenis ziemny
| Zawodnik                              | Konkurencja      | Eliminacje                              | 1/32 finału                                                       | 1/16 finału                                             | Ćwierćfinały                                   | Półfinały                                            | Finał/Mecz o 3. miejsce                        | Pozycja | Źródło |
| Zawodnik                              | Konkurencja      | Przeciwnik Wynik                        | Przeciwnik Wynik                                                  | Przeciwnik Wynik                                        | Przeciwnik Wynik                               | Przeciwnik Wynik                                     | Przeciwnik Wynik                               | Pozycja | Źródło |
| ------------------------------------- | ---------------- | --------------------------------------- | ----------------------------------------------------------------- | ------------------------------------------------------- | ---------------------------------------------- | ---------------------------------------------------- | ---------------------------------------------- | ------- | ------ |
| Tomáš Macháč                          | singel (m)       | Zhang Zhizhen W 6-7, 6-1, 1-6           | Alexander Zverev P 3-6, 5-7                                       | NQ                                                      | NQ                                             | NQ                                                   | NQ                                             |         |        |
| Jakub Menšík                          | singel (m)       | Aleksandr Szewczenko W 6-3, 6-4         | Tommy Paul P 3-6, 1-6                                             | NQ                                                      | NQ                                             | NQ                                                   | NQ                                             |         |        |
| Karolína Muchová                      | singiel (k)      | Leylah Fernandez P 1-6, 6-4, 2-6        | NQ                                                                | NQ                                                      | NQ                                             | NQ                                                   | NQ                                             |         |        |
| Barbora Krejčíková                    | singiel (k)      | Sara Sorribes Tormo W4-6, 6-0, 7-6(7-3) | Wang Xinyu W 6-2, 6-3                                             | Elina Switolina W 7-6(7-5), 2-6, 6-4                    | Anna Karolína Schmiedlová P 4-6, 2-6           | NQ                                                   | NQ                                             |         |        |
| Linda Nosková                         | singiel (k)      | Wang Xiyu P 3-6, 3-6                    | NQ                                                                | NQ                                                      | NQ                                             | NQ                                                   | NQ                                             |         |        |
| Kateřina Siniaková                    | singiel (k)      | Clara Burel P 6-7(3-7), 4-6             | NQ                                                                | NQ                                                      | NQ                                             | NQ                                                   | NQ                                             |         |        |
| Tomáš Macháč Adam Pavlásek            | gra podwójna (m) | —                                       | Joe Salisbury/ Neal Skupski W 6-4, 3-6, [10-8]                    | Nicolás Jarry/ Alejandro Tabilo W 5-7, 7-6(8-6), [10-4] | Kevin Krawietz/ Tim Pütz W 3-6, 6-1, [10-5]    | Austin Krajicek/ Rajeev Ram P 2-6, 2-6               | Taylor Fritz/ Tommy Paul P 3-6, 4-6            | 4.      |        |
| Barbora Krejčíková Kateřina Siniaková | gra podwójna (k) | —                                       | Chan Hao-ching/ Latisha Chan W 6-4, 6-0                           | Shuko Aoyama/ Ena Shibahara W 7-5, 6-4                  | Mirra Andriejewa/ Diana Sznajder P 1-6, 5-7    | NQ                                                   | NQ                                             |         |        |
| Karolína Muchová Linda Nosková        | gra podwójna (k) | —                                       | Jekatierina Aleksandrowa/ Jelena Wiesnina W 2-6, 7-6(7-5), [10-6] | Coco Gauff/ Jessica Pegula W 2-6, 6-4, [10-5]           | Hsieh Su-wei/ Tsao Chia-yi W 1-6, 6-4, [14-12] | Sara Errani/ Jasmine Paolini P 3-6, 2-6              | Cristina Bucșa/ Sara Sorribes Tormo P 2-6, 2-6 | 4.      |        |
| Kateřina Siniaková Tomáš Macháč       | gra mieszana     | —                                       | —                                                                 | Laura Siegemund/ Alexander Zverev W 6-4, 7-5            | Ena Shibahara/ Kei Nishikori W 7-5, 6-2        | Gabriela Dabrowski/ Félix Auger-Aliassime W 6-3, 6-3 | Wang Xinyu/ Zhang ZhizhenW 6-2, 5-7, [10-8]    | złoto   |        |

### Triathlon

#### Indywidualnie
| Zawodnik       | Konkurencja | Pływanie | Zmiana 1 | Jazda na rowerze | Zmiana 2 | Bieg  | Czas    | Pozycja | Źródło |
| -------------- | ----------- | -------- | -------- | ---------------- | -------- | ----- | ------- | ------- | ------ |
| Petra Kuříková | kobiety     | 24:02    | 0,57     | 1:00,40          | 0,30     | 34:53 | 2:01,02 | 29.     |        |

### Wioślarstwo
| Zawodnik                            | Konkurencja                      | Eliminacje | Eliminacje | Repasaże | Repasaże | Półfinał | Półfinał | Finał   | Finał   | Źródło |
| Zawodnik                            | Konkurencja                      | Wynik      | Pozycja    | Wynik    | Pozycja  | Wynik    | Pozycja  | Wynik   | Pozycja | Źródło |
| ----------------------------------- | -------------------------------- | ---------- | ---------- | -------- | -------- | -------- | -------- | ------- | ------- | ------ |
| Jiří Šimánek Miroslav Vraštil Jr.   | dwójka podwójna wagi lekkiej (m) | 6:55,16    | 2 SA/B     | BYE      | BYE      | 6:54,76  | 4 FB     | 6:21,00 | 6.      |        |
| Lenka Lukšová Anna Šantrůčková      | dwójka podwójna (k)              | 6:55,16    | 2 SA/B     | BYE      | BYE      | 6:54,76  | 4 FB     | 6:49,92 | 8.      |        |
| Pavlína Flamíková Radka Novotníková | dwójka bez sternika (k)          | 7:28,23    | 3 SA/B     | BYE      | BYE      | 7:33,68  | 6 FB     | 7:10,46 | 10.     |        |

### Wspinaczka sportowa
Wspinaczka łączna
| Zawodnik   | Konkurencja           | Eliminacje | Eliminacje | Eliminacje  | Eliminacje  | Eliminacje | Eliminacje | Finał      | Finał      | Finał       | Finał       | Finał | Finał   | Źródło |
| Zawodnik   | Konkurencja           | Bouldering | Bouldering | Prowadzenie | Prowadzenie | Razem      | Pozycja    | Bouldering | Bouldering | Prowadzenie | Prowadzenie | Razem | Pozycja | Źródło |
| Zawodnik   | Konkurencja           | Wynik      | Pozycja    | Wynik       | Pozycja     | Razem      | Pozycja    | Wynik      | Pozycja    | Wynik       | Pozycja     | Razem | Pozycja | Źródło |
| ---------- | --------------------- | ---------- | ---------- | ----------- | ----------- | ---------- | ---------- | ---------- | ---------- | ----------- | ----------- | ----- | ------- | ------ |
| Adam Ondra | wspinaczka łączna (m) | 38,7       | 5          | 68,1        | 2           | 116,8      | 3 Q        | 24,1       | 6          | 96,0        | 2           | 120,1 | 6.      |        |

### Żeglarstwo
Konkurencje eliminacyjne
| Zawodnik         | Konkurencja | Wyścig | Wyścig | Wyścig | Wyścig | Wyścig | Wyścig | Wyścig | Wyścig | Wyścig | Wyścig | Wyścig | Wyścig | Wyścig | Wyścig | Wyścig    | Wyścig    | Wyścig    | Wyścig    | Wyścig    | Wyścig    | Wyścig | Wyścig | Wyścig  | Wyścig      | Wyścig   | Wyścig | Pozycja | Źródło |
| Zawodnik         | Konkurencja | 1      | 2      | 3      | 4      | 5      | 6      | 7      | 8      | 9      | 10     | 11     | 12     | 13     | 14     | 15        | 16        | 17        | 18        | 19        | 20        | Razem  | Punkty | Pozycja | Ćwierćfinał | Półfinał | Finał  | Pozycja | Źródło |
| ---------------- | ----------- | ------ | ------ | ------ | ------ | ------ | ------ | ------ | ------ | ------ | ------ | ------ | ------ | ------ | ------ | --------- | --------- | --------- | --------- | --------- | --------- | ------ | ------ | ------- | ----------- | -------- | ------ | ------- | ------ |
| Kateřina Švíková | iQFoil (k)  | 8      | 8      | 18     | 10     | 6      | 7      | 13     | 3      | 14     | 8      | 15     | 5      | 19     | 4      | Anulowane | Anulowane | Anulowane | Anulowane | Anulowane | Anulowane | 138    | 101    | 5 QF    | 7           | NQ       | NQ     | 9.      |        |

Konkurencje z wyścigiem medalowym
| Zawodnik                     | Konkurencja | Wyścig | Wyścig | Wyścig | Wyścig | Wyścig | Wyścig | Wyścig | Wyścig | Wyścig | Wyścig | Wyścig | Wyścig | Wyścig | Wyścig | Wyścig | Wyścig    | Punkty | Finałowa pozycja | Źródło |
| Zawodnik                     | Konkurencja | 1      | 2      | 3      | 4      | 5      | 6      | 7      | 8      | 9      | 10     | 11     | 12     | 13     | 14     | 15     | Meda lowy | Punkty | Finałowa pozycja | Źródło |
| ---------------------------- | ----------- | ------ | ------ | ------ | ------ | ------ | ------ | ------ | ------ | ------ | ------ | ------ | ------ | ------ | ------ | ------ | --------- | ------ | ---------------- | ------ |
| Zosia Burska Sára Tkadlecová | 49er (k)    | 11     | 13     | 7      | 2      | 20     | 15     | 16     | 19     | 18     | 19     | 18     | 16     | —      | —      | —      | NQ        | 154    | 19.              |        |